# Falso Dimitri II di Russia
Falso Demetrio II (in russo: Лжедмитрий II; ? – Kaluga, 11 dicembre 1610) è stato il secondo dei tre pretendenti al trono di Russia, noti come gli Pseudo-Demetri, succedutisi durante il "Periodo dei torbidi" all'inizio del Seicento.
Così come il Falso Dimitri I di Russia e successivamente il Falso Dimitri III di Russia, anch'egli affermava di essere Demetrio figlio del defunto Ivan il Terribile, assassinato con tutta probabilità nel 1591. A differenza del suo predecessore, tuttavia, egli era ben consapevole della propria impostura.
Esercitò il suo potere abusivo dal 1607 al 1610 su un'ampia porzione del Regno di Russia, senza mai essere considerato zar legittimo.

## Biografia

### Reale identità
La reale identità del Falso Demetrio II è ancora più incerta e misteriosa di quella del primo Falso Demetrio. Esistono una dozzina di ipotesi circa le origini del secondo zar impostore, tutte rispondenti a sostanziali supposizioni. Ciò che è certo è che il Falso Demetrio II parlava sia russo che polacco (come il suo predecessore), vantava una buona capacità di scrittura e una buona conoscenza dei precetti religiosi. Secondo alcune fonti parlava anche la lingua ebraica, il che ha dato adito all'opinione secondo cui egli era un ebreo.
Per un certo periodo antecedente l'impostura a zar dichiarava di essere Andrej Nagoj, figlio del boiaro Nagoj parente del primo Falso Demetrio, il quale si ritiene che in verità non sia mai esistito. Successivamente, dichiarandosi Demetrio figlio di Ivan IV, si presentò al contempo come lo stesso Falso Demetrio I sopravvissuto all'assassinio del 1606. Lo zar legittimo Basilio IV gli affibbiò gli appellativi di "lestofante" (вор) e "zaruccio" (царёк). Del resto le vicende di cui si rese protagonista gli valsero i soprannomi di Ladrone di Kaluga o Ladrone di Tushino.

### Biografia nota
Subito dopo l'uccisione del Falso Demetrio I il 17 maggio 1606 a Mosca, cominciano a spargersi voci sulla scampata morte dello zar impostore, specie nei territori occidentali del Regno di Russia. È qui, precisamente nel villaggio di Starodub, che il secondo Pseudo-Demetrio si rivela e viene riconosciuto Zar dalla popolazione. In breve tempo il nuovo aspirante Demetrio, sostenuto dai boiari insorti contro Basilio IV, mette assieme un esercito raccogliticcio col quale conquista un'area più o meno ampia ai confini sud-occidentali del regno. Sul finire del 1607, centri quali Orёl, Tula e Briansk sono sotto il controllo del Falso Demetrio II. Egli riceve in questi territori l'appoggio dei cosacchi e dei tatari, che vanno a rafforzarne significativamente l'esercito. Incassa inoltre l'alleanza strategica dei principi lituani contro lo zar di Mosca.
Forte di un esercito stimato in 27.000 uomini, il nuovo Pseudo-Demetrio si dirige verso Mosca contrastato senza successo dalle truppe dello zar comandate dal nipote Mikhail Shlujskij. L'avanzata è veloce e nella capitale cominciano a serpeggiare panico e smarrimento; nell'esercito sono smascherate alcune congiure. Le truppe del falso Demetrio arrivano alle porte di Mosca, ma la resistenza della città non viene sopraffatta. Il Falso Demetrio II si stabilisce così a Tushino, fuori Mosca. Qui crea un governo parallelo a quello di Basilio IV, una propria Duma di boiari e persino un patriarcato parallelo a quello di Mosca. Aumenta così ulteriormente il caos in Russia e, data la forza ormai preponderante dell'esercito dello Pseudo-Demetrio e grazie ai suoi annunci accomodanti, molte altre zone del Regno russo si assoggettano allo zar impostore dandogli giuramento.
Nel 1609 Basilio IV ottiene l'aiuto del Regno di Svezia ma scoppia il conflitto con la Confederazione polacco-lituana. Le truppe zariste, supportate da divisioni svedesi, impartiscono una dura sconfitta all'esercito del Falso Demetrio che a dicembre è costretto a riparare verso est a Kaluga, dove sposta il suo governo. Intanto l'esercito polacco comandato dall'atamano Stanisław Żółkiewski entra in Russia conquistando Smolensk e procede speditamente verso Mosca senza che l'esercito zarista di Shujskij riesca a porgli debita resistenza. A seguito della disfatta di Klushino nel giugno 1610, le truppe polacche arrivano alle porte di Mosca; nella capitale una sollevazione condotta dai boiari depone l'ormai impotente Basilio IV (17 giugno) e poco tempo dopo gli stessi, secondo un accordo con la Corona polacca, proclamano zar Ladislao Vasa.
A questo punto lo Pseudo-Demetrio riprende a puntare verso Mosca, temendo che le sue aspirazioni di potere in Russia vengano mandate in fumo dalla vittoria polacca. Il repentino intervento in Russia della Polonia contro lo zar di Mosca aliena la simpatia del Falso Demetrio II per la Corona polacca, dalla quale in origine era tacitamente appoggiato; lo stesso esercito dell'impostore era ancora prevalentemente formato da venturieri polacchi e genti affini alla Polonia. Così il favore del Falso Demetrio si sposta sul popolo russo, verso cui ripone una fiducia più salda, e molti polacchi, inclusi boiari, vengono massacrati su suo ordine in quanto sospettati di tradimento. Lo Pseudo-Demetrio tenta di diffondere nella capitale russa e nei territori franchi la credenza per cui uno zar russo sia comunque meglio che uno zar straniero, opinione che in parte attecchisce tra il popolo. Allarmati dalla minaccia del Falso Ddemetrio II, i boiari di Mosca consentono a Żółkiewski di passare con le truppe polacche attraverso la città al fine di scacciare lo Pseudo-Demetrio, che è costretto ad arretrare nuovamente a Kaluga.
L'11 dicembre 1610 il capo delle guardie personali del Falso Demetrio Pjotr Urusov, tataro battezzato, gli tende un agguato uccidendolo a colpi di scimitarra. In questo modo vendicava l'amico e khan Uraz-Muhammed, giustiziato poco tempo prima dallo zar impostore. Termina così l'avventura del Falso Demetrio II.

### Consorte
Il secondo Falso Demetrio sposò Marina Mniszech, figlia di un nobile polacco e già moglie del primo Falso Demetrio, da cui ebbe un figlio. Il connubio con questa donna polacca e cattolica è considerato un elemento precipuo dell'impostura al trono di Russia.